# マルセル・ダディ
マルセル・ダディ（Marcel Dadi、1951年8月20日 - 1996年7月17日）は、フランスのフィンガースタイル・ギタリスト。

## 来歴
チュニジア・スース出身のユダヤ系フランス人。チェット・アトキンス、マール・トラヴィス、ジェリー・リードのフォロワーとして知られる。何枚かのレコードとギター教則ビデオ、教則本をリリースしている。
1996年7月17日、アメリカからフランスへ戻るために搭乗したトランス・ワールド航空800便の墜落事故に巻き込まれ、犠牲となった。